# All-Star Game LNB 1995
Le All-Star Game LNB 1995 est la 9e édition du All-Star Game LNB. Il s’est déroulé le 25 mars 1995 au palais des sports de Pau. L’équipe des All-Stars étrangers a battu l’équipe des All-Stars Français (147-137). David Rivers a été élu MVP du match. La rencontre est diffusée sur France Supervision.

## Joueurs

### All-Stars Français
| Position    | Joueur             | Équipe  |
| ----------- | ------------------ | ------- |
| Meneur      | Antoine Rigaudeau  | Cholet  |
| Ailier      | Richard Dacoury    | Limoges |
| Ailier      | Yann Bonato        | Limoges |
| Ailier fort | Jim Bilba          | ASVEL   |
| Ailier fort | Stéphane Ostrowski | Cholet  |

| Position    | Joueur            | Équipe              |
| ----------- | ----------------- | ------------------- |
| Meneur      | Moustapha Sonko   | Levallois           |
| Meneur      | Frédéric Forte    | Limoges             |
| Ailier      | Stéphane Risacher | PSG Racing          |
| Ailier      | Laurent Foirest   | Olympique d'Antibes |
| Ailier fort | Thierry Gadou     | Pau-Orthez          |
| Pivot       | Bruno Coqueran    | Cholet              |

- Entraîneur : Jacques Monclar (Antibes)

### All-Stars Étrangers
| Position    | Joueur         | Équipe              |
| ----------- | -------------- | ------------------- |
| Meneur      | Ron Curry      | ASVEL               |
| Meneur      | David Rivers   | Olympique d'Antibes |
| Ailier      | Michael Young  | Limoges             |
| Ailier fort | Rickie Winslow | Pau-Orthez          |
| Pivot       | Conrad McRae   | Pau-Orthez          |

| Position    | Joueur                 | Équipe              |
| ----------- | ---------------------- | ------------------- |
| Meneur      | Delaney Rudd           | ASVEL               |
| Arrière     | Micheal Ray Richardson | Olympique d'Antibes |
| Ailier      | Ron Anderson           | Montpellier         |
| Ailier fort | Ian Lockhart           | PSG Racing          |
| Pivot       | Tim Kempton            | Limoges             |

- Entraîneur : Michel Gomez (Pau-Orthez)

## Concours
Concours de tirs à 3 points :
- Delaney Rudd (Lyon-Villeurbanne) bat Ron Anderson (Montpellier) en finale, 18 à 14.

Concours de dunks :
- Jean-Jacques Bissouma (Pau-Nord Est) bat Rickie Winslow (Pau-Orthez) en finale. Conrad McRae (Pau-Orthez) et Laurent Foirest (Olympique d'Antibes) sont éliminés au premier tour.